# Давыдова, Наталья Михайловна
Наталия (Наталья) Михайловна Давыдова, урождённая Гудим-Левкович; (26 сентября/8 октября 1873 — 28 марта 1933) — меценат, основатель артели "Вербовка", художник авангарда.

## Биография
Родилась 26 сентября 1873 года в Киевской губернии в семье Михаила Васильевича Гудим-Левковича, происходившего из украинского шляхтецкого рода и его жены — Юлии Николаевны Бахметевой, землевладелицы и создательницы одной из самых успешных кустарных мастерских в Украине (в с.Зозов, ныне Винницкая обл.).
Окончив Киевское художественное училище, Наталия по примеру матери занялась развитием народных промыслов. В 1900 году она организовала мастерскую кустарного труда в селе Вербовка Каменского уезда Киевской губернии, в которой трудились около 30 вышивальщиц. Когда в конце 1904 года открылся Киевский художественно-промышленный и научный музей императора Николая Александровича с большим этнографическим отделом, артель в Вербовке стала непосредственно сотрудничать с этим учреждением. Директор музея, известный историк искусства Н. Ф. Беляшевский, часто бывал в Вербовке и оказывал Давыдовой всякого рода исторические консультации. В 1906 году Давыдова была избрана председателем Киевского кустарного общества, которое содействовало в организации специальных школ, мастерских, выставок украинского народного творчества в Черниговской, Волынской, Киевской, Подольской и Полтавской губерниях. В том же году работы артели были представлены на первой Южнорусской выставке прикладного искусства и кустарных изделий в Киеве. К 1909 году, когда в Киеве прошла вторая кустарная выставка, изделия мастерской Наталии Михайловны были отмечены серебряной медалью. В 1918 она основала в Киеве мастерскую по изготовлению украинских игрушек.
Близкой подругой Натальи Михайловны была художница-авангардистка Александра Экстер, которая ввела Давыдову в общество художников «Супремус», где она познакомилась с Казимиром Малевичем. Под влиянием супрематистов Давыдова и работники её вербовской мастерской сменили вектор своего творчества с народного искусства на авангардистское, преимущественно супрематическое. Члены «Супремуса» начали предоставлять артели свои эскизы для создания вышивок. «Вербовка» заявила о себе на «Выставке художественной индустрии», открывшейся в галерее Лемерсье в Москве в конце декабря 1915 года.
С 1916 года Давыдова входила в круг Казимира Малевича; при её содействии состоялось знакомство художника с Н. А. Бердяевым (её кузеном по матери) и М. О. Гершензоном. вместе с Александрой Экстер она принимала участие в выставке «Бубнового валета» в Москве в конце 1917 года. Художницы отправили на выстаку 400 работ, которые Москва не вернула. В 1918 году Давыдова участвовала в преобразовании Строгановского художественно-промышленного училища в Государственные свободные художественные мастерские в Москве, позже — в создании Музея художественной культуры в Петрограде. В 1919 две её супрематические работы экспонировались в Москве на 10-й Государственной выставке «Беспредметное творчество и супрематизм».
В конце 1919 года, в сложные годы Гражданской войны, Давыдова приняла решению уехать из России. Прибыла в Одессу, где вместе с сыном Кириллом была арестована в 1920 году ЧК. Сын погиб в тюрьме, Наталия Михайловна была освобождена и в 1921 году переехала в Германию. В Берлине она занималась написанием книги «Полгода в заключении» (1924). После встречи с высланным на «Философском пароходе» Николаем Бердяевым, некоторое время занималась созданием кукол и участвовала в выставках. В 1924 году, после окончания книги, переехала в Париж. К этому времени у Давыдовой осложнились отношения с мужем и детьми; она старалась работать, но никак не могла найти себя. В 1925 году открыла свою мастерскую, чтобы спастись от депрессии. Работала вышивальщицей в доме моды «Коко Шанель».

В ночь на 28 марта 1933 года, приняв огромную дозу барбитуратов, Наталия Михайловна скончалась. Парижская газета «Возрождение» от 29 марта 1933 года (№ 2857) поместила следующее сообщение:
«Наталия Михайловна Давыдова, урожденная Гудим-Левкович, тихо скончалась 28 марта, о чем сообщают сыновья покойной. Панихида на дому, 6, rue Massenet, сегодня, в 12 часов 30 минут дня и в церкви на rue Daru в 8 часов 30 минут вечера. Заупокойная литургия и отпевание состоится в четверг 30 марта, в 9 часов 30 минут в храме на rue Daru».
Похоронена на кладбище Сент-Женевьев-де-Буа под Парижем, могила 127.

## Семья
Была замужем за князем Дмитрием Львовичем Давыдовым (внук декабриста В. Л. Давыдова). В то время Дмитрий Львович владел имением Вербовка в Чигиринском уезде, где он был предводителем дворянства.
В семье родились сыновья: Денис (1894-1967), Василий (1896-1967) и Кирилл (1905-1921).